# Lush (compañía)
Lush Cosmetics, comúnmente conocida como Lush, es una marca británica enfocada principalmente en la creación de productos cosméticos con fórmulas veganas y vegetarianas, y su sede principal se encuentra en Poole, Dorset, Reino Unido. La empresa fue fundada en 1995 por Mo Constantine, Mark Constantine, Rowena Bird, Helen Ambrosen, Liz Weir y Paul Greeves.
En España, la marca abrió su primera tienda en el año 2003 en Madrid, específicamente dentro del centro comercial Xanadú. Hoy en día, el país cuenta con 16 tiendas ubicadas en Madrid, Barcelona, Valencia, Bilbao, Sevilla, Palma de Mallorca, Santander y Zaragoza. Además, en el año 2014 se inauguró el primer spa Lush en España, ubicado en Madrid, en la calle del Carmen, muy cerca de la Puerta del Sol y la Plaza de Callao.

## Historia
Los inicios de Lush se remontan a la década de 1970, cuando Mark Constantine y Liz Weir se conocieron y posteriormente decidieron iniciar su propio negocio. Constantine contaba con formación en peluquería y la experiencia de haber trabajado con Elizabeth Arden en Londres. Posteriormente trabajó en Marc Young’s Beauty Salon, en la ciudad de Poole, donde coincidió con Liz Weir, que trabajaba como esteticista autónoma; y juntos fundaron su primer negocio dedicado a la fabricación y distribución de cosméticos naturales para el pelo.
En 1977, Constantine y Weir iniciaron una fructífera colaboración con Anita Roddick, suministrando productos cosméticos naturales a The Body Shop. Su empresa se convirtió rápidamente en el principal proveedor de la marca hasta principios de los 90, cuando la marca de Roddick decide comprar las fórmulas de los productos que le habían estado suministrando, así como también firmar un acuerdo de no competencia que permaneció vigente hasta 1994.
A finales de la década de los 80, se fundó Cosmetics To Go, la compañía predecesora de Lush, que estaba enfocada en la venta de cosméticos por catálogo. Esta empresa se constituyó con un fuerte compromiso ético abogando por el uso de ingredientes naturales y se opuso firmemente al testado de productos en animales, compromisos que hoy en día son pilares fundamentales en la marca Lush.
En 1995, Constantine y Weir abrieron una tienda de cosméticos en High Street, Poole. En esta creaban cosméticos con frutas y verduras recién compradas. Posteriormente, el nombre de la empresa fue elegido mediante un concurso en el cual participó la clientela mediante folletos informativos que estaban disponibles en la tienda. Lush, luego de esto, abrió dos tiendas más ubicadas en Covent Garden y en Kings Road, en Londres.
Un par de productos icónicos de Lush fueron creados por Mo Constantine a finales de los 80. El primero de ellos, el champú sólido, surgió en el año 1987 cuando Mo Constantine y el químico cosmético Stan Krysztal estaban trabajando en un nuevo jabón en su laboratorio en Poole. Mientras realizaban pruebas usando fideos de detergente sintético, Mo Constantine sugirió cambiar los fideos sintéticos por agujas de surfactante, para conseguir pastillas redondas perfectamente prensadas. Posteriormente, cuando Mark Constantine visitó el laboratorio, se dio cuenta de que el producto que habían creado no era un jabón, sino que, en cambio, se había creado un champú sólido.
Así mismo, en la primavera de 1989, la misma Mo Constantine, inspirada por cómo reaccionaban las pastillas efervescentes con el agua, decide mezclar en una pequeña prensa ácido cítrico, bicarbonato de sodio y aceites esenciales, lo que daría como resultado la primera bomba de baño del mundo. Tanto el champú sólido como la bomba de baño fueron invenciones importantes durante la existencia de Cosmetics To Go y que posteriormente se convirtieron en productos insignia de Lush.
En la actualidad, Lush mantiene operaciones en 50 países y cuenta con más de 850 tiendas; así mismo, también cuenta con 38 páginas web con funcionalidad de comercio electrónico que hacen envíos a nivel mundial, aplicaciones móviles nativas para Android y iOS, y canales de comunicación y comunidades digitales con soporte en más de 30 idiomas.

## Productos
Lush desarrolla la mayoría de sus productos en su sede central ubicada en Poole, Reino Unido. La compañía centra la obtención de materias primas en el comercio justo y la sostenibilidad, negociando directamente con los productores y garantizando la calidad y procedencia de cada uno.
En la actualidad, vende una variedad de productos cosméticos que abarcan bombas de baño, champús, acondicionadores, productos de peinado, cremas corporales, exfoliantes, aceite de masaje sólido, limpiadoras faciales, cremas hidratantes, perfumes y sprays corporales, entre otros.
En el año 2009, Rowena Bird y Helen Ambrosen tuvieron la idea de incorporar también tratamientos que usaran los productos de la marca, lo cual resultó en el primer Lush Spa que tuvo lugar en la tienda ubicada en la calle King’s Road en Londres. Los tratamientos de spa de Lush son experiencias inmersivas revitalizantes que combinan el masaje con aromas, música exclusiva y productos hechos a mano de la propia marca, con el objetivo de que los clientes tengan un espacio de tranquilidad y relajación en la ciudad.

## Donaciones y Productos Solidarios
En 2007, Mark Constantine formuló y lanzó Charity Pot, un producto solidario que dirigía todas sus ventas a donaciones, con el deseo de que recaudara un millón de libras para apoyar a pequeñas organizaciones, grupos de activistas y otras causas benéficas.
Durante el año 2024, la empresa llegó a una meta aún más grande: desde la creación de Charity Pot se alcanzaron los 100 millones de libras en donaciones, lo que ha marcado un hito importante en la reafirmación de los valores de la marca y ha generado una transición hacia otros productos y proyectos benéficos que se llevan a cabo a través de una nueva gama llamada Lush Giving.
Desde entonces, Lush ha apoyado a organizaciones y activistas de todo el mundo a través de múltiples programas, permitiéndoles continuar su trabajo para mejorar la sociedad. Gracias a los esfuerzos colocados en los distintos proyectos destinados a los productos benéficos, Lush ha recaudado más de 100 millones de libras esterlinas y ha realizado más de 19.000 donaciones en todo el mundo.